# Унитарианский универсализм
Унитарианский универсализм — либеральная религия, которая характеризуется «свободным и ответственным поиском истины и смысла». В унитарианском универсализме отсутствуют догматы, но его приверженцев объединяет стремление к духовному развитию. В настоящее время, общие принципы религии сформулированы в положениях «Шести источников» и «Семи принципов унитарианского универсализма». Эти положения признаются всеми конгрегациями, которые вступают в Унитарианскую универсалистскую ассоциацию. Данные документы однако являются открытыми для пересмотра и переработки. Унитарианские универсалистские подразделения включают атеистов, агностиков и теистов. Истоки религии восходят к либеральному христианству, в частности к унитарианству и христианскому универсализму. Приверженцы религии утверждают, что указанные традиции привнесли глубокое уважение к свободомыслию и всеобъемлющую любовь. При этом подразделения и отдельные адепты вдохновляются и всеми остальными мировыми религиями.
Верования отдельных представителей унитарного универсализма широко варьируются и включают атеизм, агностицизм, пантеизм, панентеизм, пандеизм, деизм, гуманизм, иудаизм, христианство, ислам, индуизм, сикхизм, буддизм, даосизм, омнизм, бахаи, и неоязычество.
Унитарианская Универсалистская Ассоциация была создана в 1961 году в результате объединения Американской Унитарианской Ассоциации, основанной в 1825, и Универсалистской Церкви Америки, которая была основана в 1793. Организация базируется в Бостоне, штат Массачусетс.

## История

### Пуритане и Конгрегационализм
Унитарианский универсализм возник в результате объединения в 1961 году двух христианских деноминаций, Универсалистской Церкви Америки и Американской Унитарианской Ассоциаций. На момент объединения унитариане и универсалисты уже не ограничивалась только либеральной христианской теологией, и в настоящее время Унитарианская Универсалисткая Ассоциация черпает идеи из разных религиозных традиций. Отдельные последователи могут (но не обязаны) идентифицировать себя в качестве христиан или быть приверженцами христианских верований. Унитарианские универсалистские конгрегация и товарищества склонны сохранять некоторые христианские традиции, такие как воскресная служба с проповедником и пение гимнов. Последователи религии самостоятельно выбирают в какой мере они хотят включать элементы любой традиции в свою духовную практику, в соответствии с недогматическим подходом к духовному развитию.
Унитариане Новой Англии восходят к конгрегационализму отцов-пилигримов, течению, которое было основано на буквальном понимании Библии. Унитариане отвергли тринитаризм, веру в триединого Бога: Отца, Сына и Святого Духа. Вместо этого они приняли унитарное понимание Бога. Кроме этого, они отвергли доктрину первородного греха, отделяясь тем самым от кальвинизма конгрегационалистов.
Универсалисты Новой Англии отвергли акцент пуритан на том, что только избранные будут спасены справедливым Богом. Вместо этого универсалисты утверждают, что все люди в итоге воссоединятся с Богом.

### Универсализм
Универсалисты утверждают, что их течение восходит к Оригену и Григорию Нисскому, хотя некоторые современные учёные подвергают сомнению то, что кто-либо из них учил доктрине универсализма о всеобщем спасении.
Данная доктрина утверждает, что через Иисуса Христа каждая человеческая душа обретёт спасение, что приведет к «восстановлению всех вещий» (апокатастасис). В 1983 универсализм возник как отдельное течение в христианстве США. Ранние апологеты всеобщего спасения, Джон Мюррей и другие учили, что все души получат спасение, иногда после этапа похожего на чистилище. Христианский универсализм отрицает доктрину вечных мук и провозглашает веру во вселюбящего Бога, который спасет всех людей.

### Унитарианство
Исторически в христианстве возникали разные формы несогласия с догматом о Троице, который был принят на Никейском соборе в 325 году. Антитринитаризм стал особенно распространенным в период Протестантской Реформации. Испанский естествоиспытатель Мигель Сервет после изучения Библии сделал вывод, что концепция Троицы, в её традиционном понимании, не является библейской. Его книги «Об ошибках троичности» и «Восстановление христианства» вызвали возмущение. Сервет был арестован, обвинен в ереси, и сожжен в Женеве в 1553.
Унитарианские церкви были открыты в Трансильвании и Польше (социнианами) во второй половине 16-го века. Ранняя унитарианская церковь не только отрицала Троицу, но также и предсуществование Христа, а также зачастую предопределение, первородный грех и искупительную жертву. На раннем этапе существовали различные взгляды на сущность Иисуса Христа, но в итоге доминирующее положение заняла концепция о том, что он был человеком с уникальным взаимоотношением с Богом.

#### Великобритания
Под влиянием учения польских социниан, Сэмюел Кларк (1675—1729) переиздал Book of Common Prayer, убрав догмат о Троице и отсылки к божественности Иисуса. Теофил Линдсей также переиздал Book of Common Prayer в соответствии с унитарианским толкованием. Консервативные круги англиканской церкви критически встретили эти начинания. В ответ, в 1774, Линдсей подал прошение о регистрации Эссекской церкви как «диссентерского места почитания».

#### США
В США унитарианское движение началось в конгрегационистских церквях Новой Англии.
В конце 18-го века возник конфликт между унитарианскими и тринитарианскими фракциями этих церквей. В 1805 унитариане получили ключевые позиции в Гарвардском университете. В 1825 была основана Американская Унитарианская Ассоциация.
В 19-м веке, под влиянием Ральфа Уолдо Эмерсона и других трансценденталистов, унитарианство начало свой долгий путь от либерального протестантства к большему плюрализму.

### Интеграция, 1825—1961
После раскола в конгрегационализме, который привёл к созданию в 1825 году Американской Унитарианской Ассоциации, некоторые из конгрегационалистских церквей примкнули к Конгрегационалистской организации (позже Объединённая церковь Христа), а другие приняли решение быть унитарианскими. Некоторые из последних в итоге присоединились в 1961 году к Унитарианской Универсалистской Ассоциации, созданной объединением унитарианских и универсалистских церквей.

## Вера, обязательства и священные тексты
Унитарианский Универсализм — религия без догматов. Таким образом, индивидуальные взгляды последователей разнообразны, и их отношение к верованиям и традициям друг друга отличается терпимостью. Вместо того, чтобы фокусироваться на доктрине или веровании, унитарианские универсалисты отдают первостепенное значение соглашению, которое они разделяют: участники конгрегаций соглашаются «утверждать и продвигать» Семь принципов. Также унитарианские универсалисты поддерживают «живую традицию», которая черпает из множества источников (Шесть источников).

### Семь принципов
Мы, участники конгрегаций Унитарианской Универсалистской Ассоциации, соглашаемся утверждать и продвигать: 
- Врожденную ценность и достоинство каждого человека;
- Справедливость и сострадание в человеческих отношениях;
- Принятие друг друга и поощрение к духовному росту в наших конгрегациях;
- Свободный и ответственный поиск истины и смысла;
- Право совести и использование демократического процесса внутри наших конгрегаций и в обществе в целом;
- Цель создания планетарного сообщества, в котором всем предоставлены мир, свобода и справедливость;
- Уважение к взаимозависимой сети всего сущего, частью которой мы являемся.

### Шесть источников
- Прямой опыт тех запредельных тайны и чуда, известных во всех культурах, которые побуждают нас к обновлению духа и открытости силам, которые творят и поддерживают жизнь;
- Слова и действия пророков, которые заставляют нас противостоять силам и структурам зла с помощью справедливости, сострадания и преображающей силы любви;
- Мудрость мировых религий, которая вдохновляет нас в нашей этической и духовной жизни;
- Иудейские и христианские учения, которые призывают нас отвечать на любовь Бога любовью к нашим ближним и нам самим;
- Гуманистические учения, которые советуют нам руководствоваться здравым смыслом и выводами науки, и предостерегают нас от идолопоклонства ума и духа.
- Духовные учения религий, основанных на почитании Природы, которые прославляют священный цикл жизни и наставляют нас жить в гармонии с ритмами природы.

Унитарианские универсалистские принципы и цели изменялись на протяжении своей истории для того, чтобы выражать более широкий спектр верований и традиций участников. Седьмой Принцип (принят в 1985) и шестой Источник (принят в 1995) были добавлены чтобы представлять участников, которые придерживаются неоязыческих, пантеистических верований и верований американских индейцев.

## Религиозная практика

### Разнообразие практик
Унитарианское убеждение в том, что разум, а не вера, является определяющим в поиске истины, и универсалистская вера в то, что Бог относится ко всем людям одинаково, привели к современной позиции, которая заключается в том, что истина и духовный смысл могут быть найдены в любых религиях. Это отразилось в широком разнообразии духовных практик. Многие унитарианские универсалистские конгрегации включают группы медитаций в стиле буддизма, еврейские ритуальные трапезы, празднование Рождества и окончания рамадана. В детских и юношеских церковных школах рассказывают о разнообразии религий и организовывают экскурсии в индуистские храмы, синагоги и католические соборы.
В некоторых унитарианских универсалистских общинах отдают предпочтение определённой религии, но большинство эклектично смешивают верования.

## Религиозные ритуалы

### Символы
Самый частый символ унитарианского универсализма — чаша (потир) с огнем внутри, часто обрамленная двумя пересекающимися кольцами. Чаша сама по себе восходит к символике либерального христианства. Чаша с огнем изначально использовалась как логотип Унитарианского Комитета Помощи во время Второй мировой войны.
Другим символом является пара рук, выпускающих голубя.

### Службы
Религиозные службы обычно проводятся по воскресеньям и очень близки по форме к протестантским в кальвинизме.
Проповеди могут охватывать широкий круг тем. Поскольку унитарианские универсалисты не признают какой-либо священный текст как основной или более ценный чем остальные, источником вдохновения для службы могут служить самые разные религиозные или культурные тексты, также как и личный опыт проповедника.
Служба также включает пение гимна с аккомпанементом органа, пианино или других доступных инструментов. Гимны исполняются обычно на традиционные мелодии с новой или адаптированной лирикой, также исполняются народные песни, оригинальные сочинения прихожан. Нередко исполнение инструментальной музыки. .
Также во время службы может уделяться внимание важным события из жизни прихожан, в связи с чем зажигаются свечи. Часто службы включают медитацию или молитву, произносимую проповедником или про себя. Чтение и истории для детей также типичны. Многие конгрегации выделяют в конце службы время на «дискуссию», когда прихожане могут ответить на проповедь своими мыслями или вопросами, и даже не согласиться с точкой зрения проповедника.
Многие конгрегации больше не проводят традиционные крещения, причастие или конфирмацию, по крайней мере в традиционных формах или под традиционными названиями. «Посвящение детей» часто заменяют более традиционные крещение младенцев. Ежегодное празднование Водного причастия или Цветочного причастия может заменить традиционное христианское причастие. Конфирмацию заменило «Вхождение в возраст», когда подростки исследуют свою религиозную идентичность, и часто формируют собственные убеждения. После этого они пишут речь о своих духовных поисках и зачитывают её конгрегации.

## Политика

### Историческая политика унитариан и универсалистов
В 19-м веке унитариане и универсалисты были активны в движениях аболиционизма, феминизма, воздержания от алкоголя, и других движениях связанных с социальными реформами.

### Политика унитарианских универсалистов
Исторически унитарианские универсалисты были активны в политических вопросах в частности в движении за права чернокожих, движении за права ЛГБТ, движении за социальную справедливость и за права женщин.
Унитарианские универсалисты по прежнему вовлечены в борьбу с расизмом в США. Хотя большинство унитарианских универсалистов придерживаются либеральных взглядов, часть прихожан относят себя к консерваторам.
В 1984 году церковь стала первой среди основных религиозных организаций, разрешивших церемонию для однополых пар.